# Országok listája a szomszédos országok száma szerint
Ez a lista az országokat és területeket aszerint sorolja fel, hogy szám szerint mennyi országgal határosak szárazföldön. Egyes országok rendelkeznek tengerentúli területekkel és enklávékkal, ezeket a határokat az anyaországhoz számítjuk, amennyiben ezek az illető országok szerves részeit képezik. Az alagutakkal vagy hidakkal összekapcsolt országokat nem számítjuk határosnak egymással.

## Nemzetközileg elismert államok, de facto államok és vitatott területek
| Országok / Területek                  | Szomszédos országok száma | Szomszédos országok | Jegyzetek |
| ------------------------------------- | ------------------------- | --- | --- |
| Oroszország                           | 14                        | Norvégia, Finnország, Észtország, Lettország, Litvánia, Lengyelország, Fehéroroszország, Ukrajna, Grúzia, Azerbajdzsán, Kazahsztán, Kína, Mongólia, Észak-Korea | Határos Litvániával és Lengyelországgal Kalinyingrád exklávén keresztül. De facto 16 országgal határos, a felsoroltakon kívül Abháziával és Dél-Oszétiával is. |
| Kína                                  | 14                        | Afganisztán, Bhután, India, Kazahsztán, Észak-Korea, Kirgizisztán, Laosz, Mongólia, Mianmar, Nepál, Pakisztán, Oroszország, Tádzsikisztán, Vietnám              | Egyes források még + 2 határt adnak meg (Hongkong, Makaó), ezek azonban belső kínai határok, nem nemzetközi határok. |
| Franciaország                         | 10                        | Belgium, Luxemburg, Németország, Svájc, Olaszország, Monaco, Andorra, Spanyolország, Brazília, Suriname                                                         | Beleértve Francia Guyana tengerentúli megyét is. Francia Guyanával Brazília és Suriname határos. Amennyiben Saint-Martint is Franciaország szerves részeként vesszük figyelembe, akkor Franciaország 11 országgal határos, a felsoroltakon kívül még Sint Maartennel is. Ezen kívül mesterséges szárazföldi határ az Egyesült Királysággal a La Manche alagúton keresztül. |
| Brazília                              | 10                        | Argentína, Peru, Paraguay, Kolumbia, Uruguay, Venezuela, Suriname, Franciaország, Guyana, Bolívia                                                               | Határos Franciaországgal Francia Guyanánál |
| Kongói Demokratikus Köztársaság       | 9                         | Közép-afrikai Köztársaság, Szudán, Uganda, Ruanda, Burundi, Zambia, Angola, Kongói Köztársaság, Tanzánia                                                        | |
| Németország                           | 9                         | Lengyelország, Dánia, Franciaország, Belgium, Hollandia, Luxemburg, Ausztria, Svájc, Csehország                                                                 | |
| Szerbia                               | 8                         | Bosznia-Hercegovina, Bulgária, Horvátország, Magyarország, Albánia, Észak-Macedónia, Montenegró, Románia                                                        | Albánia helyett de facto Koszovóval határos |
| Ausztria                              | 8                         | Csehország, Németország, Magyarország, Olaszország, Liechtenstein, Szlovákia, Szlovénia, Svájc                                                                  | |
| Tanzánia                              | 8                         | Burundi, Kongói Demokratikus Köztársaság, Kenya, Malawi, Mozambik, Ruanda, Uganda, Zambia                                                                       | |
| Törökország                           | 8                         | Azerbajdzsán, Örményország, Bulgária, Grúzia, Görögország, Irán, Irak, Szíria                                                                                   | |
| Zambia                                | 8                         | Angola, Botswana, Kongói Demokratikus Köztársaság, Malawi, Mozambik, Namíbia, Tanzánia, Zimbabwe                                                                | |
| Ukrajna                               | 7                         | Fehéroroszország, Magyarország, Moldova, Lengyelország, Románia, Oroszország, Szlovákia                                                                         | De facto 8 országgal határos, a felsoroltakon kívül Transznisztriával is. |
| Algéria                               | 7                         | Líbia, Mali, Mauritánia, Marokkó, Niger, Tunézia, Nyugat-Szahara                                                                                                | Nyugat-Szahara jelenleg marokkói megszállás alatt áll. |
| Magyarország                          | 7                         | Ausztria, Horvátország, Románia, Szerbia, Szlovákia, Szlovénia, Ukrajna                                                                                         | |
| Irán                                  | 7                         | Afganisztán, Örményország, Azerbajdzsán, Irak, Pakisztán, Törökország, Türkmenisztán                                                                            | |
| Mali                                  | 7                         | Algéria, Burkina Faso, Elefántcsontpart, Mauritánia, Niger, Guinea, Szenegál                                                                                    | |
| Niger                                 | 7                         | Algéria, Benin, Burkina Faso, Csád, Líbia, Mali, Nigéria | |
| Lengyelország                         | 7                         | Fehéroroszország, Csehország, Németország, Litvánia, Oroszország, Szlovákia, Ukrajna                                                                            | Határos Oroszországgal a Kalinyingrádi területnél |
| Szaúd-Arábia                          | 7                         | Irak, Jordánia, Kuvait, Omán, Katar, Egyesült Arab Emírségek, Jemen                                                                                             | |
| Szudán                                | 7                         | Dél-Szudán, Egyiptom, Eritrea, Etiópia, Közép-afrikai Köztársaság, Csád, Líbia                                                                                  | |
| India                                 | 7                         | Banglades, Bhután, Kína, Mianmar, Nepál, Pakisztán, Afganisztán                                                                                                 | Beleszámítva a vitatott kasmíri területnél Afganisztánnál. |
| Olaszország                           | 6                         | Franciaország, Svájc, Ausztria, Szlovénia, Vatikán, San Marino                                                                                                  | Amennyiben a Máltai lovagrendet országnak számítjuk, akkor 7 országgal határos. De facto határos a Seborga Hercegséggel is. |
| Afganisztán                           | 6                         | Kína, Irán, Pakisztán, Tádzsikisztán, Türkmenisztán, Üzbegisztán                                                                                                | |
| Burkina Faso                          | 6                         | Benin, Elefántcsontpart, Ghána, Mali, Niger, Togo | |
| Kamerun                               | 6                         | Nigéria, Csád, Közép-afrikai Köztársaság, Kongói Köztársaság, Gabon, Egyenlítői-Guinea                                                                          | |
| Csád                                  | 6                         | Kamerun, Közép-afrikai Köztársaság, Líbia, Niger, Nigéria, Szudán                                                                                               | |
| Guinea                                | 6                         | Elefántcsontpart, Bissau-Guinea, Libéria, Mali, Sierra Leone, Szenegál                                                                                          | |
| Irak                                  | 6                         | Irán, Jordánia, Kuvait, Szaúd-Arábia, Szíria, Törökország | |
| Líbia                                 | 6                         | Algéria, Csád, Egyiptom, Niger, Szudán, Tunézia | |
| Mozambik                              | 6                         | Malawi, Dél-afrikai Köztársaság, Szváziföld, Tanzánia, Zambia, Zimbabwe                                                                                         | |
| Dél-afrikai Köztársaság               | 6                         | Botswana, Lesotho, Mozambik, Namíbia, Szváziföld, Zimbabwe | |
| Dél-Szudán                            | 6                         | Etiópia, Kenya, Kongói Demokratikus Köztársaság, Közép-afrikai Köztársaság, Szudán, Uganda                                                                      | |
| Argentína                             | 5                         | Chile, Brazília, Uruguay, Paraguay, Bolívia | |
| Azerbajdzsán                          | 5                         | Törökország, Irán, Grúzia, Oroszország, Örményország | De facto 6 országgal határos, a felsoroltakon kívül Hegyi-Karabah Köztársasággal is. |
| Fehéroroszország                      | 5                         | Lettország, Litvánia, Lengyelország, Oroszország, Ukrajna | |
| Bolívia                               | 5                         | Argentína, Brazília, Chile, Paraguay , Peru | |
| Bulgária                              | 5                         | Görögország, Észak-Macedónia, Románia, Szerbia, Törökország | |
| Közép-afrikai Köztársaság             | 5                         | Kamerun, Csád, Kongói Köztársaság, Kongói Demokratikus Köztársaság, Szudán                                                                                      | |
| Kolumbia                              | 5                         | Ecuador, Brazília, Panama, Peru, Venezuela | |
| Elefántcsontpart                      | 5                         | Burkina Faso, Ghána, Guinea, Libéria, Mali | |
| Horvátország                          | 5                         | Bosznia-Hercegovina, Magyarország, Montenegró, Szerbia, Szlovénia                                                                                               | |
| Etiópia                               | 5                         | Dzsibuti, Eritrea, Kenya, Szomália, Szudán | De facto 6 országgal határos, Szomálifölddel is. |
| Kazahsztán                            | 5                         | Kína, Kirgizisztán, Oroszország, Türkmenisztán, Üzbegisztán | |
| Kenya                                 | 5                         | Etiópia, Tanzánia, Szomália, Szudán, Uganda | |
| Kongói Köztársaság                    | 5                         | Angola, Kamerun, Közép-afrikai Köztársaság, Kongói Demokratikus Köztársaság, Gabon                                                                              | |
| Laosz                                 | 5                         | Kambodzsa, Kína, Mianmar, Thaiföld, Vietnám | |
| Észak-Macedónia                       | 4                         | Albánia, Bulgária, Görögország, Szerbia | + de facto Koszovó |
| Montenegró                            | 4                         | Albánia, Bosznia-Hercegovina, Horvátország, Szerbia | + de facto Koszovó |
| Mianmar                               | 5                         | Banglades, Kína, India, Laosz, Thaiföld | |
| Peru                                  | 5                         | Chile, Brazília, Ecuador, Bolívia, Kolumbia | |
| Románia                               | 5                         | Bulgária, Magyarország, Moldova, Szerbia, Ukrajna | |
| Szenegál                              | 5                         | Gambia, Guinea, Bissau-Guinea, Mauritánia, Mali | |
| Szlovákia                             | 5                         | Ausztria, Csehország, Magyarország, Lengyelország, Ukrajna | |
| Spanyolország                         | 5                         | Andorra, Franciaország, Portugália, Marokkó, Gibraltár | |
| Svájc                                 | 5                         | Ausztria, Franciaország, Németország, Olaszország, Liechtenstein                                                                                                | |
| Szíria                                | 5                         | Irak, Izrael, Jordánia, Libanon, Törökország | |
| Uganda                                | 5                         | Kongói Demokratikus Köztársaság, Kenya, Ruanda, Szudán, Tanzánia                                                                                                | |
| Üzbegisztán                           | 5                         | Afganisztán, Kazahsztán, Kirgizisztán, Tádzsikisztán, Türkmenisztán                                                                                             | |
| Albánia                               | 4                         | Görögország, Észak-Macedónia, Montenegró, Szerbia | Szerbia helyett de facto Koszovóval határos. |
| Örményország                          | 4                         | Azerbajdzsán, Grúzia, Irán, Törökország | De facto 5 országgal határos, a felsoroltakon kívül Hegyi-Karabah Köztársasággal is. |
| Belgium                               | 4                         | Franciaország, Németország, Luxemburg, Hollandia | |
| Benin                                 | 4                         | Burkina Faso, Niger, Nigéria, Togo | |
| Csehország                            | 4                         | Ausztria, Németország, Lengyelország, Szlovákia | |
| Grúzia                                | 4                         | Örményország, Azerbajdzsán, Oroszország, Törökország | De facto 6 országgal határos, a felsoroltakon kívül Abháziával és Dél-Oszétiával is. |
| Görögország                           | 4                         | Albánia, Bulgária, Észak-Macedónia, Törökország | |
| Guatemala                             | 4                         | Belize, Salvador, Honduras, Mexikó | |
| Izrael                                | 4                         | Egyiptom, Jordánia, Libanon, Szíria | + Palesztina (Gázai övezet, Ciszjordánia) |
| Jordánia                              | 4                         | Irak, Izrael, Szaúd-Arábia, Szíria | + Palesztina (Ciszjordánia) |
| Koszovó                               | 4                         | Szerbia , Montenegró, Albánia, Észak-Macedónia | |
| Kirgizisztán                          | 4                         | Kína, Kazahsztán, Tádzsikisztán, Üzbegisztán | |
| Lettország                            | 4                         | Fehéroroszország, Észtország, Litvánia, Oroszország | |
| Litvánia                              | 4                         | Fehéroroszország, Lettország, Lengyelország, Oroszország | Határos Oroszországgal a Kalinyingrádi területnél |
| Mauritánia                            | 4                         | Algéria, Mali, Szenegál, Nyugat-Szahara | Nyugat-Szahara marokkói megszállás alatt van, tehát Nyugat-Szaharán keresztül de facto Marokkóval. |
| Namíbia                               | 4                         | Angola, Botswana, Dél-afrikai Köztársaság, Zambia | |
| Nigéria                               | 4                         | Benin, Kamerun, Csád, Niger | |
| Pakisztán                             | 4                         | India, Kína, Afganisztán, Irán | |
| Ruanda                                | 4                         | Uganda, Tanzánia, Burundi, Kongói Demokratikus Köztársaság | |
| Szlovénia                             | 4                         | Ausztria, Horvátország, Magyarország, Olaszország | |
| Tádzsikisztán                         | 4                         | Afganisztán, Kína, Kirgizisztán, Üzbegisztán | |
| Thaiföld                              | 4                         | Kambodzsa, Laosz, Malajzia, Mianmar | |
| Türkmenisztán                         | 4                         | Afganisztán, Irán, Kazahsztán, Üzbegisztán | |
| Botswana                              | 4                         | Namíbia, Dél-afrikai Köztársaság, Zambia, Zimbabwe | |
| Zimbabwe                              | 4                         | Botswana, Mozambik, Dél-afrikai Köztársaság, Zambia | |
| Angola                                | 4                         | Kongói Demokratikus Köztársaság, Namíbia, Zambia, Kongói Köztársaság                                                                                            | |
| Chile                                 | 3                         | Argentína, Bolívia, Peru | |
| Bosznia-Hercegovina                   | 3                         | Horvátország, Montenegró, Szerbia | |
| Burundi                               | 3                         | Kongói Demokratikus Köztársaság, Ruanda, Tanzánia | |
| Kambodzsa                             | 3                         | Laosz, Thaiföld, Vietnám | |
| Dzsibuti                              | 3                         | Eritrea, Etiópia, Szomália | De facto Szomália helyett Szomálifölddel határos. |
| Egyiptom                              | 3                         | Izrael, Líbia, Szudán | + Palesztina (Gázai övezet) |
| Eritrea                               | 3                         | Dzsibuti, Etiópia, Szudán | |
| Finnország                            | 3                         | Norvégia, Oroszország, Svédország | |
| Gabon                                 | 3                         | Kamerun, Kongói Köztársaság, Egyenlítői-Guinea | |
| Ghána                                 | 3                         | Burkina Faso, Elefántcsontpart, Togo | |
| Guyana                                | 3                         | Brazília, Suriname, Venezuela | |
| Honduras                              | 3                         | Salvador, Guatemala, Nicaragua | |
| Indonézia                             | 3                         | Kelet-Timor, Malajzia, Pápua Új-Guinea | |
| Libéria                               | 3                         | Elefántcsontpart, Guinea, Sierra Leone | |
| Luxemburg                             | 3                         | Belgium, Franciaország, Németország | |
| Szomáliföld                           | 3                         | Dzsibuti, Etiópia, Szomália | |
| Malajzia                              | 3                         | Brunei, Indonézia, Thaiföld | |
| Malawi                                | 3                         | Mozambik, Tanzánia, Zambia | |
| Mexikó                                | 3                         | Belize, Guatemala, Egyesült Államok | |
| Észak-Korea                           | 3                         | Kína, Oroszország, Dél-Korea | |
| Norvégia                              | 3                         | Finnország, Oroszország, Svédország | |
| Omán                                  | 3                         | Egyesült Arab Emírségek, Szaúd-Arábia, Jemen | |
| Paraguay                              | 3                         | Bolívia, Brazília, Argentína | |
| Szomália                              | 3                         | Dzsibuti, Etiópia, Kenya | De facto Dzsibuti helyett Szomálifölddel határos. |
| Suriname                              | 3                         | Brazília, Franciaország, Guyana | Határos Franciaországgal Francia Guyanánál |
| Togo                                  | 3                         | Benin, Burkina Faso, Ghána | |
| Venezuela                             | 3                         | Kolumbia, Brazília, Guyana | |
| Vietnám                               | 3                         | Kambodzsa, Kína, Laosz | |
| Palesztina                            | 3                         | Izrael, Egyiptom, Jordánia | |
| Nyugat-Szahara                        | 3                         | Algéria, Mauritánia, Marokkó | |
| Andorra                               | 2                         | Franciaország, Spanyolország | |
| Banglades                             | 2                         | India, Mianmar | |
| Belize                                | 2                         | Guatemala, Mexikó | |
| Bhután                                | 2                         | Kína, India | |
| Hollandia                             | 2                         | Belgium, Németország | |
| Costa Rica                            | 2                         | Nicaragua, Panama | |
| Ecuador                               | 2                         | Kolumbia, Peru | |
| Salvador                              | 2                         | Guatemala, Honduras | |
| Egyenlítői-Guinea                     | 2                         | Kamerun, Gabon | |
| Észtország                            | 2                         | Lettország, Oroszország | |
| Bissau-Guinea                         | 2                         | Guinea, Szenegál | |
| Kuvait                                | 2                         | Irak, Szaúd-Arábia | |
| Libanon                               | 2                         | Izrael, Szíria | |
| Liechtenstein                         | 2                         | Ausztria, Svájc | |
| Moldova                               | 2                         | Románia, Ukrajna | De facto 3 országgal határos, a felsoroltakon kívül Transznisztriával is. |
| Mongólia                              | 2                         | Kína, Oroszország | |
| Marokkó                               | 2                         | Algéria, Spanyolország | Határos Spanyolországgal 2 spanyol enklávéval az afrikai kontinensen, Ceutával és Melillával. Nyugat-Szaharán keresztül de facto Mauritániával is. |
| Nepál                                 | 2                         | Kína, India | |
| Nicaragua                             | 2                         | Costa Rica, Honduras | |
| Panama                                | 2                         | Kolumbia, Costa Rica | |
| Sierra Leone                          | 2                         | Guinea, Libéria | |
| Szváziföld                            | 2                         | Dél-afrikai Köztársaság, Mozambik | |
| Svédország                            | 2                         | Finnország, Norvégia | |
| Tunézia                               | 2                         | Algéria, Líbia | |
| Egyesült Arab Emírségek               | 2                         | Szaúd-Arábia, Omán | |
| Egyesült Államok                      | 2                         | Kanada, Mexikó | Egyes források szerint határos Kubával a Guantánamói-öböl miatt, azonban ez téves, mivel az illető terület Kuba szerves része, amerikai bérelt terület. |
| Uruguay                               | 2                         | Argentína, Brazília | |
| Jemen                                 | 2                         | Omán, Szaúd-Arábia | |
| Abházia                               | 2                         | Oroszország, Grúzia | |
| Dél-Oszétia                           | 2                         | Oroszország, Grúzia | |
| Transznisztria                        | 2                         | Moldova, Ukrajna | |
| Hegyi-Karabah Köztársaság             | 2                         | Azerbajdzsán, Örményország | |
| Észak-Ciprus                          | 2                         | Ciprus, Akrotíri és Dekélia | |
| Brunei                                | 1                         | Malajzia | |
| Egyesült Királyság                    | 1                         | Írország | + mesterséges szárazföldi határ Franciaországgal a La Manche alagúton keresztül. |
| Kanada                                | 1                         | Egyesült Államok | |
| Ciprus                                | 1                         | Akrotíri és Dekélia | De facto Észak-Ciprussal is határos. |
| Dánia                                 | 1                         | Németország | Mesterséges szárazföldi határral rendelkezik Svédországgal az Øresund hídon keresztül. |
| Dominikai Köztársaság                 | 1                         | Haiti | |
| Kelet-Timor                           | 1                         | Indonézia | |
| Gambia                                | 1                         | Szenegál | |
| Írország                              | 1                         | Egyesült Királyság | |
| Haiti                                 | 1                         | Dominikai Köztársaság | |
| Lesotho                               | 1                         | Dél-afrikai Köztársaság | |
| Monaco                                | 1                         | Franciaország | |
| Pápua Új-Guinea                       | 1                         | Indonézia | |
| Portugália                            | 1                         | Spanyolország | |
| Katar                                 | 1                         | Szaúd-Arábia | |
| San Marino                            | 1                         | Olaszország | |
| Dél-Korea                             | 1                         | Észak-Korea | |
| Vatikán                               | 1                         | Olaszország | |
| Máltai lovagrend                      | 1                         | Olaszország | |
| Kuba                                  | 0                         | | Egyes források szerint határos az USA-val a Guantánamói-öböl miatt, azonban ez téves, mivel az illető terület Kuba szerves része, amerikai bérelt terület. |
| Antigua és Barbuda                    | 0                         | | |
| Ausztrália                            | 0                         | | |
| Bahama-szigetek                       | 0                         | | |
| Bahrein                               | 0                         | | Mesterséges szárazföldi határral rendelkezik Szaúd-Arábiával a Fahd Király hídon keresztül. |
| Barbados                              | 0                         | | |
| Zöld-foki Köztársaság                 | 0                         | | |
| Tajvan                                | 0                         | | |
| Comore-szigetek                       | 0                         | | |
| Dominikai Közösség                    | 0                         | | |
| Mikronézia                            | 0                         | | |
| Fidzsi-szigetek                       | 0                         | | |
| Grenada                               | 0                         | | |
| Izland                                | 0                         | | |
| Jamaica                               | 0                         | | |
| Japán                                 | 0                         | | |
| Kiribati                              | 0                         | | |
| Madagaszkár                           | 0                         | | |
| Maldív-szigetek                       | 0                         | | |
| Málta                                 | 0                         | | |
| Marshall-szigetek                     | 0                         | | |
| Mauritius                             | 0                         | | |
| Nauru                                 | 0                         | | |
| Új-Zéland                             | 0                         | | |
| Palau                                 | 0                         | | |
| Fülöp-szigetek                        | 0                         | | |
| Saint Kitts és Nevis                  | 0                         | | |
| Saint Lucia                           | 0                         | | |
| Saint Vincent és a Grenadine-szigetek | 0                         | | |
| Szamoa                                | 0                         | | |
| São Tomé és Príncipe                  | 0                         | | |
| Seychelle-szigetek                    | 0                         | | |
| Szingapúr                             | 0                         | | Mesterséges szárazföldi határral rendelkezik Malajziával két hídon keresztül. |
| Salamon-szigetek                      | 0                         | | |
| Srí Lanka                             | 0                         | | |
| Tonga                                 | 0                         | | |
| Trinidad és Tobago                    | 0                         | | |
| Tuvalu                                | 0                         | | |
| Vanuatu                               | 0                         | | |

## Függő területek
| Országok / Területek                   | Szomszédos országok száma | Szomszédos országok | Jegyzetek               |
| -------------------------------------- | ------------------------- | ------------------- | ----------------------- |
| Akrotíri és Dekélia                    | 1                         | Ciprus              | + de facto Észak-Ciprus |
| Sint Maarten                           | 1                         | Saint-Martin        |                         |
| Saint-Martin                           | 1                         | Sint Maarten        |                         |
| Gibraltár                              | 1                         | Spanyolország       |                         |
| Amerikai Szamoa                        | 0                         |                     |                         |
| Amerikai Virgin-szigetek               | 0                         |                     |                         |
| Anguilla                               | 0                         |                     |                         |
| Aruba                                  | 0                         |                     |                         |
| Ashmore- és Cartier-szigetek           | 0                         |                     |                         |
| Baker-sziget                           | 0                         |                     |                         |
| Bermuda                                | 0                         |                     |                         |
| Bonaire                                | 0                         |                     |                         |
| Bouvet-sziget                          | 0                         |                     |                         |
| Brit antarktiszi terület               | 0                         |                     |                         |
| Brit Indiai-óceáni Terület             | 0                         |                     |                         |
| Brit Virgin-szigetek                   | 0                         |                     |                         |
| Clipperton-sziget                      | 0                         |                     |                         |
| Cook-szigetek                          | 0                         |                     |                         |
| Curaçao                                | 0                         |                     |                         |
| Déli-Georgia és Déli-Sandwich-szigetek | 0                         |                     |                         |
| Északi-Mariana-szigetek                | 0                         |                     |                         |
| Falkland-szigetek                      | 0                         |                     |                         |
| Feröer                                 | 0                         |                     |                         |
| Francia déli és antarktiszi területek  | 0                         |                     |                         |
| Francia Polinézia                      | 0                         |                     |                         |
| Grönland                               | 0                         |                     |                         |
| Guam                                   | 0                         |                     |                         |
| Guernsey Bailiffség                    | 0                         |                     |                         |
| Heard-sziget és McDonald-szigetek      | 0                         |                     |                         |
| Howland-sziget                         | 0                         |                     |                         |
| Jarvis-sziget                          | 0                         |                     |                         |
| Jersey Bailiffség                      | 0                         |                     |                         |
| Johnston-atoll                         | 0                         |                     |                         |
| Kajmán-szigetek                        | 0                         |                     |                         |
| Karácsony-sziget                       | 0                         |                     |                         |
| Kingman-zátony                         | 0                         |                     |                         |
| Korall-tengeri-szigetek                | 0                         |                     |                         |
| Kókusz (Keeling)-szigetek              | 0                         |                     |                         |
| Man-sziget                             | 0                         |                     |                         |
| Mayotte                                | 0                         |                     |                         |
| Midway-atoll                           | 0                         |                     |                         |
| Montserrat                             | 0                         |                     |                         |
| Navassa-sziget                         | 0                         |                     |                         |
| Niue                                   | 0                         |                     |                         |
| Norfolk-sziget                         | 0                         |                     |                         |
| Palmyra-atoll                          | 0                         |                     |                         |
| Pitcairn-szigetek                      | 0                         |                     |                         |
| Puerto Rico                            | 0                         |                     |                         |
| Saba                                   | 0                         |                     |                         |
| Saint-Barthélemy                       | 0                         |                     |                         |
| Saint-Pierre és Miquelon               | 0                         |                     |                         |
| Sint Eustatius                         | 0                         |                     |                         |
| Szent Ilona                            | 0                         |                     |                         |
| Tokelau-szigetek                       | 0                         |                     |                         |
| Turks- és Caicos-szigetek              | 0                         |                     |                         |
| Új-Kaledónia                           | 0                         |                     |                         |
| Wake-sziget                            | 0                         |                     |                         |
| Wallis és Futuna                       | 0                         |                     |                         |